# Fosinopril
Fosinopril je ACE inhibitor jedinstven zbog svoje kemijske strukture - on umjesto karboksilnih skupina sadržava fosfonatne. Kao i svi ACE inhibitori i on je inhibitor angiotenzin-konvertirajućeg enzima (ACE) namijenjen peroralnom liječenju hipertenzije. 
Fosinopril je predlijek koji hidrolizom prelazi u aktivni metabolit fosinoprilat koji zatim izravno inhibira ACE te blokira pretvorbu angiotenzina I u angiotenzin II. Angiotenzin II vrlo je snažan vazokonstriktor, a uzrokuje i bubrežnu retenciju natrija i vode putem stimulacije stvaranja aldosterona. 

## Primjena
ACE inhibitori kao antihipertenzivni lijekovi smanjuju hipertrofiju lijeve klijetke, ne pogoršavaju inzulinsku rezistenciju ili hiperlipidemiju te ne uzrokuju seksualnu disfunkciju. Fosinopril uzrokuje dilataciju arterija te, posljedično, snižava perifernu vaskularnu rezistenciju.
U bolesnika s hipertenzijom snižava krvni tlak, i to ni s kakvim ili vrlo blagim učinkom na srčani ritam, udarni ili minutni volumen. Primjena fosinoprila snižava krvni tlak u stojećem i ležećem položaju te je simptomatska hipotenzija vrlo rijetka (nešto češća ako je riječ o hipovolemičnim ili hiponatrijemičnim bolesnicima). Antihipertenzivni je učinak fosinoprila progresivan te je potrebno nekoliko tjedana do postizanja maksimalnoga terapijskog učinka. 
Koristi se u liječenju hipertenzije i kongestivnog zatajenja srca. Definirana dnevna doza fosinoprila iznosi 15 mg. 

## Neželjeni učinci
Fosinopril je u restrikcijama vrlo sličan svim ostalim ACE inhibitorima - ne smije se koristiti u trudnoći te u bolesnika u kojih postoji podatak o ACE inhibitorima induciranom angioedemu, angioedemu ili idiopatskom angioedemu. U bolesnika sa stenozom renalne arterije fosinopril se ne bi smio koristiti jer može doći do bubrežnog zatajenja. 
Mjere opreza potrebne su u slučajevima angioedema, hipotenzije, poremećaja bubrežne funkcije, hiperkalijemije, kirurških anestezija, neutropenija/agranulocitoza, te poremećaj funkcije jetre. 
Najčešće su nuspojave vrtoglavica, kašalj, mučnina i povraćanje. Rjeđe se javljaju proljev, seksualna disfunkcija, povišene vrijednosti transaminaza, hiperkalijemija i angioedem, dermatitis, urtikarija, poremećaj okusa, opstipacija, nadutost, suhoća usta, artritis, bubrežno zatajenje, poremećaj prostate.